# Deutsche Verkehrsausstellung 1953
Die Deutsche Verkehrsausstellung 1953 war eine erste Gesamt-Präsentation der deutschen Verkehrswirtschaft nach dem Zweiten Weltkrieg.

## Geschichte
Die Deutsche Verkehrsausstellung 1953 nahm die Tradition der Deutschen Verkehrsausstellung 1925 auf, die ebenfalls in München stattgefunden hatte. Damals wurden drei Millionen Besucher gezählt. Die deutsche Verkehrsindustrie versuchte sich mit der Ausstellung nach dem durch den Zweiten Weltkrieg verursachten Zusammenbruch der deutschen Industrie wieder dem Weltmarkt zu präsentieren.
Die Organisation oblag einem eigens dafür gegründeten Verein, dem Verein Deutsche Verkehrsausstellung München 1953 e. V., der hochrangig besetzt war. Vorsitzender war Otto Frommknecht, Bayerischer Staatsminister für Verkehr bis 1950. Weiter gehörten dem Vorstand an: Karl Erhart, Friedrich Flügel und Ludwig Schmid für die Stadt München, der Banker Karl Butzengeiger von der Bayerischen Vereinsbank als Schatzmeister, Staatssekretär Willi Guthsmuths und Heinrich Brunner als Vertreter des bayerischen Verkehrsministeriums. Schirmherr der Ausstellung war Bundespräsident Theodor Heuss und es gab ein „Ehrenpräsidium“, in dem Spitzenpolitiker der Bundesrepublik Deutschland, Bayerns und Thomas Wimmer, Oberbürgermeister von München, vertreten waren. Unter anderem zählten dazu: Bundeskanzler Konrad Adenauer, die Präsidenten von Bundestag, Hermann Ehlers, und Bundesrat, Ministerpräsident Reinhold Maier, Bundesverkehrsminister Hans Christoph Seebohm, Bundeswirtschaftsminister Ludwig Erhard und Bundespostminister Hans Schuberth, der Bayerische Ministerpräsident Hans Ehard, die Präsidenten der beiden Landtagskammern, Alois Hundhammer und Josef Singer, die bayerischen Minister für Finanzen, Friedrich Zietsch, und für Wirtschaft, Hanns Seidel, und der Präsident der Deutschen Bundesbahn, Edmund Frohne. Dazu trat ein „Ehrenausschuss“, dem etwa 300 Prominente aus Industrie, Handel und Verwaltung angehörten.

## Die Ausstellung

### Ausstellungsgelände
Die Verkehrsausstellung fand vom 20. Juni bis zum 11. Oktober 1953 auf dem damaligen (heute: „alten“) Messegelände auf der Theresienhöhe in München statt. Für einige Tage überschnitten sich die Verkehrsausstellung und das Oktoberfest, die Veranstaltungsgelände waren zudem benachbart.
Das Ausstellungsgelände umfasste 56 ha, 14 Ausstellungshallen und 2000 m Gleisanlagen, um Schienenfahrzeuge zu zeigen. Teile des Flughafens München-Riem waren in die Ausstellung einbezogen. Auf der Ausstellung präsentierten sich Bahn-, Straßen-, Wasser- und Luftverkehr, Post- und Telekommunikation, die „Raumschiffahrt“ und der Fremdenverkehr.
Der Eintrittspreis betrug 2 DM. Für Eisenbahner gab es eine Ermäßigung um 50 %. Der Besucherandrang war so groß, dass die Bundesbahndirektion München einen Dienst zur Zimmervermittlung für Eisenbahner und ihre Familien einrichtete.

### Aussteller
Die Verkehrsausstellung war keine Verkaufsmesse im herkömmlichen Sinn, sondern eine deutsche Leistungsschau. Im Bereich des Autos gab es so Themenpräsentationen, aber keine Stände einzelner Unternehmen. Vielmehr wurden Typen gemeinsam präsentiert, etwa Sport- oder Lastkraftwagen.
Die Deutsche Bundesbahn stellte mehr als 50 Fahrzeuge aus. Die „Aktiengesellschaft für Luftverkehrsbedarf“ (LUFTAG) gab einen Überblick über die Vergangenheit der Lufthansa und stellte Planungen für die neu zu gründende Lufthansa vor. Der ÖPNV präsentierte sich mit den neuesten Straßenbahnen und Omnibussen aus deutscher Produktion. Sie waren während der Ausstellung zum Teil im Münchner Nahverkehr im Einsatz.

### Ausstellung

#### Ausstellungshallen
| Halle                            | Träger: Themen | Wichtigste Objekte / Anmerkungen |
| -------------------------------- | --- | --- |
| A                                | Haupteingang | |
| B, C, D und Freigelände (f)      | Musterpostamt, Postbeförderung, Briefverteilanlage, Briefmarkenausstellung, Anlagen des Telefonverkehrs, insbesondere Selbstwähleinrichtungen, Anlagen der Telegrafie, Überseefunk, Seefunkdienst, Öffentlicher beweglicher Landfunkdienst, Fernsehübertragung, Funkturm (f), Postschnellzug (f), Omnibusse (f) | |
| E                                | „Wasserverkehr“ | unterteilt in Seeschifffahrt und Binnenschifffahrt |
| F, G                             | Straßenverkehr (Individualverkehr), Bundesverkehrsministerium | |
| H                                | Straßenbahnen, Oberleitungsbusse | |
| J                                | Omnibusse | |
| K                                | Luftfahrt: Voll eingerichteter Rumpf einer Douglas DC-6, dessen Inneneinrichtung der künftiger deutscher Verkehrsflugzeuge entsprach, vollautomatisches Modell des Flughafens Frankfurt mit startenden und landenden Flugzeugen, ausländische Fluggesellschaften, „Aktiengesellschaft für Luftverkehrsbedarf“ (LUFTAG), Kontrollturm der Flugsicherung, Gemeinschaftsstand der Arbeitsgemeinschaft Deutscher Verkehrsflughäfen. Raumfahrt: Gesellschaft für Weltraumforschung, Deutsches Raketen- und Raumfahrtmuseum: eine „15 m hohe Forschungsrakete“, vermutlich eine Viking-Rakete Fremdenverkehr (im Obergeschoss) | Da Deutschland mangels eigener Lufthoheit 1953 zur Luftfahrt noch nicht viel zeigen konnte, lag ein Schwerpunkt der Präsentation auf der Luftfahrtgeschichte (Zeppeline, Geschichte der Lufthansa). An ausländischen Luftverkehrsgesellschaften waren vertreten: Air France, British European Airways (BEA), KLM, Sabena und Swissair. |
| L                                | Kino | |
| M                                | Aluminium im Verkehr | |
| N                                | Deutsche Bundesbahn: Haupthalle und Modelleisenbahn, Hochbau; Gaststätte aus zwei Speisewagen vor der Halle | Die Präsentation war nach den Stichworten „Sicher“, „Schnell“, „Bequem“ und „Leistungsfähig“ aufgebaut und gegliedert: Schnell:Expressgutbeförderung, einschließlich Flugeisenbahnverkehr (Flei), Fernschnellzug-Netz Bequem: Anpassung des Platzangebots durch Verkehrsbeobachtung; Service am Bahnhof; Güterverkehr: Transportbehälter, Kühltransporte, Großmodell der Güterabfertigung in Heilbronn Leistungsfähig: Fernkonferenzanlage über das bahneigene Telefonnetz (BASA), zentrale Steuerung der Uhren der DB, Hamburger Vorortverkehr, Kohle-Verkehr aus dem Ruhrgebiet, Muster-Planungen, unter anderem zum Umbau von Braunschweig Hauptbahnhof in einen Durchgangsbahnhof, ein ähnliches Projekt für Heidelberg Hauptbahnhof, einen neuen Güterbahnhof für Bremen, eine unterirdische S-Bahn-Station unter dem Stachus in München, Tunnel- und Brückenbau. Sicher: Modellbahnanlage in Spur 0 (Spurweite 32 mm) auf 600 m², 1.300 m Gleisen, je 170 Weichen und Signale, 700 Oberleitungsmaste und 2.500 Relais. Die Modellbahnanlage simulierte Echtbetrieb. Bedient wurde die Anlage von drei „echten“ Drucktastenstellwerken, enthielt einen Trajektbetrieb und einen Ablaufberg. Es verkehrten 30 Triebfahrzeuge, 60 Personenwagen und 170 Güterwagen. Neben der Modellbahnanlage befand sich eine Zuschauertribüne für 1.400 Personen. Hochbau: unter anderem Entwürfe zu Fassadengestaltung von München Hauptbahnhof, Modell des Neubaus für ein Empfangsgebäude in Bad Reichenhall |
| N, Anbau                         | Schifffahrt der DB: Modell der Deutschland, Modell des Bahnhofs Großenbrode Kai | |
| N 1                              | Nichtbundeseigene Eisenbahnen und Bergbahnen: Verband Nichtbundeseigener Eisenbahnen e. V. Bayerische Zugspitzbahn Wendelsteinbahn Bergbahnen im Siebengebirge AG St. Andreasberger Kleinbahn | |
| O                                | Deutsche Bundesbahn: Werkstättendienste, Abschnitts-Modell eines Schnellzugwagens | Gewährleistung der Betriebssicherheit, neue Verfahren |
| Zwischentrakt der Hallen O und V | Leitschienenbahn nach dem System Kuch | |
| P                                | Deutsche Bundesbahn: Ausstellungshalle der die DB beliefernden Industrie, insbesondere Fahrzeugbau | Attrappe eines Motorwagens und eines Zwischenwagens des Leichtmetall-Gliedertriebzuges VT 10.5 Motoren, Getriebe, Drehgestelle |
| Q                                | Deutsche Bundesbahn: Zubehör, Mess- und Spezialgeräte | Fahrkartendrucker Tonbandgerät/Sprachspeicher Zugsicherungssystem Indusi |
| R                                | Deutsche Bundesbahn: Oberbau Betonschwellen lückenlos verschweißtes Gleis Mechanisierung im Gleisbau Entwicklungsprojekt für Schienenschleifzüge | Das Thema wurde durch Spezialfahrzeuge, die im Freigelände (S) ausgestellt waren, ergänzt. |
| S                                | Deutsche Bundesbahn: Freigelände (siehe unten) | |
| T                                | Centre d’Information des Chemins de Fer Européens (CICE) | Europäische Eisenbahnen, internationaler Güterverkehr, Überlegungen zu dem, was vier Jahre später als Trans-Europ-Express startete. |
| U                                | Luftseilbahnen | |
| V                                | Sozialwesen, insbesondere Gewerkschaften | |
| W                                | Verkehrswissenschaft, Verkehrssicherheit, Verkehrserziehung: Bundesverkehrswacht, Wetterdienst, Amt für öffentliche Ordnung, Verkehrspolizei | |
| X                                | Pavillon Berlin | |
| Y                                | Pavillon Hamburg | |
| Z                                | Kongresshalle, Kino | |

#### Freigelände
Das überwiegend von der DB bespielte Freigelände, in der Ausstellung war es mit „S“ bezeichnet, umfasste eine Fläche von 4 ha und 2.500 m Gleise mit 15 Weichen. Hier waren 60 Fahrzeuge ausgestellt:
- Triebwagen
  - VT 08
  - VT 10.501[33]
  - VT 10.551[34] (zeitweise[Anm. 9])
  - Nahverkehrs-Dieseltriebwagen VT 12
  - Schienenbus plus einachsigem Anhänger (DB-Baureihe VB 141) für Gepäck- und Skitransport
  - Schienen-Straßen-Omnibus
  - Elektrotriebwagen ET 56
  - Akkumulatortriebwagen ETA 176
- Dampflokomotiven
  - Baureihe 18.6
  - Baureihe 23
  - 45 012 mit nachgerüstetem Stoker[35]
- Diesellokomotiven
  - Zwei V 200 (darunter V 200 001) mit einem Wendezug aus Wagen in Leichtbauweise
  - V 80
- Elektrolokomotiven
  - E 94
  - E 10 001, Vorserienausführung der Baureihe E 10
- Personenwagen
  - Schlafwagen (auch einer, der ausschließlich Ein-Bett-Abteile aufwies)
  - Touropa-Wagen
- Güterwagen, unter anderem:
  - doppelstöckiger Autotransportwagen
  - Kesselwagen für Zement mit Druckluftentleerung
  - Tiefladewagen der Gattung SSt für bis zu 150 Tonnen Ladegewicht
  - Kühlwagen
- Bahndienstfahrzeuge
- Culemeyer-Straßenroller
- Fahrbares Unterwerk
- Gleisbau
- Gleisbildstellwerk
- Bahnsteigdächer
- Schaltzentrale für die Bahnstromversorgung[36]

Auf einem zweiten Freigelände, in der Ausstellung war es mit „8“ bezeichnet, waren die Themen: Lastkraftwagen, Zugmaschinen, Traktoren und Camping.
Ebenfalls im Freigelände befand sich ein Pavillon in dem sich die Alwegbahn, eine Einschienenbahn, präsentierte. Ausgestellt war allerdings nur „ein Fahrgestell des Originalmeßzuges“. Der Ausstellungskatalog resümiert: „Dem ernsthaften Interessenten, der sich ausführlich informieren will, sei der Besuch des Versuchsfeldes der ALWEG-Forschung in Köln angeraten“.

### Besonderheiten
- Besucher der Ausstellung erhielten Gelegenheit, Lokomotiven selbst über ein 430 m langes Gleis zu fahren. Zum Einsatz kamen dazu die Dampflokomotive der Baureihe 18.6 und die Diesellokomotive V 200.[41]
- Die DB betrieb eine 1.500 m lange Parkeisenbahn („Liliputbahn“) mit einem Rundkurs auf dem Ausstellungsgelände. Sie hatte drei Haltestellen: eine am Haupteingang, eine bei den Ausstellungshallen der Bahn und eine am Freigelände „S“. Weiter durchfuhr sie einen Tunnel unter dem Pavillon „T“.[42] An der Strecke der Bahn wurden auch zwei automatische Sicherungsanlagen für unbeschrankte Bahnübergänge in Betrieb demonstriert.[43] Befahren wurde die Strecke von drei Dampflokomotiven, die der Schnellzuglokomotive Baureihe 10 nachgebildet waren und Züge mit je 10 Wagen zogen.[44]
- Eine eigens für die Ausstellung installierte Luftseilbahn hatte bei einem Höhenunterschied von nur 11 m eine Länge von 900 m und acht Stützen. Die Antriebsstation, in der ein Motor von 40 PS (ca.: 30 kW) arbeitete, befand sich auf der Theresienwiese. Von hier führte das Seil zu einer Spannstation auf dem Messegelände. In einer Mittelstation, ebenfalls auf dem Ausstellungsgelände, wurde die Fahrtrichtung um etwa 150° umgelenkt. Fahrzeuge waren 60 Gondeln unterschiedlicher Bauart. Die Fahrt dauerte etwa 6 Minuten. Je Richtung und Stunde konnte die Bahn bis zu 600 Personen befördern.[45]
- Verkehrskindergarten[46]
- Die Deutsche Bundespost gab einen Satz von vier Sondermarken zu diesem Anlass heraus.
- Auch eine – zeittypische – Milchbar fehlte nicht.[47]